# ناثانيل تايلور
ناثانيل تايلور (بالإنجليزية: Nathaniel Taylor)‏ هو نحات أمريكي، ولد في 19 أغسطس 1969 في بوسطن في الولايات المتحدة.